# Bahnstrecke Be’er Scheva–Eilat
| Streckenlänge: | 260 km               |                                                  |                                                  |
| Spurweite: | 1435 mm (Normalspur) |                                                  |                                                  |
| |                      |                                                  |                                                  |
| \| \| \| Militärbahn ↓Sinai–Masʿūdiyya↑ (1915–27) \| \| \| \| \| Beʾer Scheva Merkaz \| \| \| \| \| \| \| \| \| \| von Ramat Chovav; Militärbahn ←Sinai–Masʿūdiyya↑ \| \| \| \| \| \| \| \| \| \| nach/von Haifa und nach/von Aschqelon \| \| \| \| \| Dimona \| \| \| \| \| \| \| \| \| \| Pläne alternativer Trassen \| \| \| \| \| Bahnstrecke Dimona–Har Tzin derzeit ohne Betrieb \| \| \| \| \| Oron Güterbahnhof \| \| \| \| \| Bahnstrecke Dimona–Har Tzin derzeit ohne Betrieb \| \| \| \| \| Hazeva Güterbahnhof \| \| \| \| \| \| \| \| \| \| Sappir \| \| \| \| \| Jotvata \| \| \| \| \| Ramon International Airport Eilat \| \| \| \| \| Schchoret Güterbahnhof \| \| \| \| \| Eilat \| \| |                      |                                                  |                                                  |
| Strecke (außer Betrieb) |                      | Militärbahn ↓Sinai–Masʿūdiyya↑ (1915–27)         | Militärbahn ↓Sinai–Masʿūdiyya↑ (1915–27)         |
| Kopfbahnhof Strecke bis hier außer Betrieb |                      | Beʾer Scheva Merkaz                              | Beʾer Scheva Merkaz                              |
| |                      |                                                  |                                                  |
| Abzweig geradeaus, ehemals nach rechts und von rechts |                      | von Ramat Chovav; Militärbahn ←Sinai–Masʿūdiyya↑ | von Ramat Chovav; Militärbahn ←Sinai–Masʿūdiyya↑ |
| |                      |                                                  |                                                  |
| Abzweig geradeaus, nach links und von links |                      | nach/von Haifa und nach/von Aschqelon            | nach/von Haifa und nach/von Aschqelon            |
| Kopfbahnhof Strecke ab hier außer Betrieb |                      | Dimona                                           | Dimona                                           |
| Strecke von links (außer Betrieb) · Abzweig geradeaus und nach rechts (Strecke außer Betrieb) |                      |                                                  |                                                  |
| Strecke (außer Betrieb) · Strecke (außer Betrieb) |                      | Pläne alternativer Trassen                       | Pläne alternativer Trassen                       |
| Abzweig geradeaus und von links (Strecke außer Betrieb) · Abzweig geradeaus und nach rechts (Strecke außer Betrieb) |                      | Bahnstrecke Dimona–Har Tzin derzeit ohne Betrieb | Bahnstrecke Dimona–Har Tzin derzeit ohne Betrieb |
| Dienststation / Betriebs- oder Güterbahnhof (Strecke außer Betrieb) · Strecke (außer Betrieb) |                      | Oron Güterbahnhof                                | Oron Güterbahnhof                                |
| Abzweig geradeaus und nach links (Strecke außer Betrieb) · Kreuzung (Strecken außer Betrieb) |                      | Bahnstrecke Dimona–Har Tzin derzeit ohne Betrieb | Bahnstrecke Dimona–Har Tzin derzeit ohne Betrieb |
| Strecke (außer Betrieb) · Dienststation / Betriebs- oder Güterbahnhof (Strecke außer Betrieb) |                      | Hazeva Güterbahnhof                              | Hazeva Güterbahnhof                              |
| Strecke nach links (außer Betrieb) · Abzweig geradeaus und von rechts (Strecke außer Betrieb) |                      |                                                  |                                                  |
| Bahnhof (Strecke außer Betrieb) |                      | Sappir                                           | Sappir                                           |
| Bahnhof (Strecke außer Betrieb) |                      | Jotvata                                          | Jotvata                                          |
| Bahnhof (Strecke außer Betrieb) |                      | Ramon International Airport Eilat                | Ramon International Airport Eilat                |
| Dienststation / Betriebs- oder Güterbahnhof (Strecke außer Betrieb) |                      | Schchoret Güterbahnhof                           | Schchoret Güterbahnhof                           |
| Kopfbahnhof Streckenende (Strecke außer Betrieb) |                      | Eilat                                            | Eilat                                            |

Eine Bahnstrecke Beʾer Scheva–Eilat (Red-Med-Line) ist ein seit langer Zeit diskutiertes Eisenbahnprojekt, das die Lücke in der Eisenbahnverbindung zwischen den beiden israelischen Häfen Aschdod (Mittelmeer) und Eilat (Rotes Meer) schließen soll. Es sieht eine Ausbau- und Neubaustrecke von Beʾer Scheva nach Eilat vor.

## Technische Parameter
Die Strecke soll 260 km lang werden. Südlich von Dimona werden 60 Brücken und fünf Tunnel erforderlich.

## Geografische Lage

### Bezug zum Bestandsnetz
Derzeit fehlt in Israel eine Bahnstrecke, die die Häfen am Mittelmeer mit dem einzigen israelischen Hafen am Roten Meer, Eilat, verbindet. Die Strecke wird als sinnvolle Ergänzung des nationalen Eisenbahnnetzes gesehen. Aber auch im internationalen Verkehr versprechen sich Interessenten ein Verkehrsaufkommen und für schnell umladbare Güter – etwa Container – sogar einen Zeitgewinn gegenüber dem Transport durch den Sueskanal. Hinzu kommt die strategische Bedeutung als parallel zum Sueskanal verlaufende Infrastruktur, falls der Kanal als Transportweg wieder einmal ausfiele (so 1956 während der Sueskrise und von 1967 bis 1975 nach dem Sechstage- und Jom-Kippur-Krieg, im März 2021 wegen einer Schiffs-Havarie).
Ungeklärt ist die Anbindung der projektierten Strecke an den Hafens von Eilat, da die Führung von Güterzügen durch die Stadt vermieden werden soll.

### Naturschutz
Größtes Problem für die Umsetzung des Vorhabens ist – neben den Kosten – die Streckenführung durch das Naturschutz- und Landschaftsschutzgebiet im Negev. Es ist eines der beliebtesten Wandergebiete in Israel. Dagegen erheben sich massive Bedenken der entsprechenden Interessenvertreter.

## Vorgeschichte
Als in Folge des Sechstagekriegs der Sueskanal für die Schifffahrt geschlossen war, wurde bereits 1967 eine Machbarkeitsstudie für eine Bahnstrecke Beʾer Scheva–Eilat in Auftrag gegeben. Sie kam zu einer positiven Bewertung des Projektes. Darüber hinaus gedieh dieser Ansatz nie.

## Planungsgeschichte
Im August 2005 erhielt das Projekt den Status eines national bedeutsamen Infrastrukturvorhabens. Das Kabinett von Ehud Olmert (April 2006 bis März 2009) gab das Projekt dann aber als unwirtschaftlich auf. Die nachfolgende erste Regierung unter Ministerpräsident Benjamin Netanjahu (2009 bis 2021) nahm es wieder auf. Auch im Zuge der One Belt, One Road-Initiative der Volksrepublik China erhielt das Projekt neuen Auftrieb. Deshalb wurde seit etwa 2011 die Bahnstrecke in israelisch/chinesischer Kooperation geplant. Nach einem positiven Beschluss der Regierung von 2012 stimmte 2013 der Bezirkliche Planungs- und Bauausschuss (hebräisch הַוַּעֲדָה הַמְּחוֹזִית לְתִכְנוּן וְלִבְנִיָּה HaWaʿadah haMechosīt ləTichnūn wəliVnijjah) des Südbezirks einer vorgeschlagenen Trassenführung zu. Alle weiteren Schritte in den folgenden Jahren scheiterten an mangelnden Finanzen, auch nachdem im Sommer 2020 der Bezirkliche Ausschuss für Planung und Bau dem zweigleisigen Ausbau des ersten 36 km langen Streckenabschnitts der Bestandsstrecke von Beʾer Scheva nach Dimona zugestimmt hatte. Das Vorhaben wurde mit 675 Mio. Euro (2,7 Mrd. NIS) veranschlagt.
Die Neubaustrecke soll südlich von Dimona an die Bestandsstrecke anschließen. Teilweise sollen die Gleise für den Personen- und Güterverkehr getrennt angelegt werden, um steile Steigungen für Güterzüge zu vermeiden. So wird die Strecke für Güterzüge 260 km, für Personenzüge 240 km lang sein. Die Gesamtstrecke soll sechs Bahnhöfe für den Personenverkehr erhalten: Beʾer Scheva, Dimona, Sappir, Jotvata, Flughafen Ilan and Assaf Ramon International Airport Eilat und Eilat. Für den Güterverkehr sind zwei weitere Bahnhöfe und acht zusätzliche Ausweichstellen vorgesehen. Die Kosten des Projekts wurden 2014 auf 2,2 Mrd. Euro geschätzt, 2022 auf 16 Mrd. Euro, was als eine zu niedrige Schätzung gilt.
Neuen Aufschwung bekamen die Planungsarbeiten, nachdem im März 2021 der Sueskanal wegen einer Schiffs-Havarie fast eine Woche lang blockiert war. Auch die Stadt Eilat drängt auf die Schienenanbindung an den Rest des Landes. Andererseits werden seitens des Naturschutzes erhebliche Bedenken gegen das Projekt erhoben.
2023 war das Projekt nur noch ohne die Option einer Hochgeschwindigkeitsstrecke im Personenverkehr in Diskussion, die als unwirtschaftlich eingestuft wurde.

## Zielstellung
Die Fahrzeit zwischen Tel Aviv und Eilat soll im Personenverkehr zwei Stunden betragen.

## Wissenswert
Seit 2018 baut die Shanghai International Port Group einen neuen Containerhafen in der israelischen Hafenstadt Haifa.